# Sequenze
Sequenze (italienisch: Plural des Singulars Sequenza) bezeichnet einen Werkzyklus des italienischen Komponisten Luciano Berio (1925–2003). Die Sequenza III für Frauenstimme „vertont“ einen Text des Schweizer Schriftstellers Markus Kutter.

## Historischer Hintergrund
Zum Charakteristikum der Musik des 20. Jahrhunderts gehört die Suche nach neuen, unverbrauchten Ausdrucksmöglichkeiten: Hierzu zählt insbesondere auch die Erforschung und Erfindung neuer Spielpraktiken der einzelnen Instrumente, wie sie beispielsweise Schönberg in der Entwicklung des Sprechgesangs exemplarisch vorgeführt hatte. 
Auf der Suche nach einer Neudefinition des musikalischen Materials wandelt sich die Rolle des Instruments überhaupt: es ist nicht mehr bloß klangliche Erscheinungsform und Ausdrucksträger des musikalischen Gedankens, sondern wird darüber hinaus in die Funktionen des Materials selbst einbezogen.
Das spieltechnische und klangliche Ausloten der Möglichkeiten der einzelnen Instrumente (und selbstredend ihrer Kombinationen) wird so zu einer kompositorischen Herausforderung von eminenter Wichtigkeit. Dem Reiz dieser Aufgabe hat sich Berio in seinen Sequenze gleich in einen ganzen sukzessiv entstandenen Zyklus angenommen.

## Der Zyklus
- Sequenza I für Flöte (1958)
- Sequenza II für Harfe (1963)
- Sequenza III für Frauenstimme (1965–66)
- Sequenza IV für Klavier (1965–66)
- Sequenza V für Posaune (1965)
- Sequenza VI für Viola (1967)
- Sequenza VII für Oboe (1969)
- Sequenza VIII für Violine (1976–77)
- Sequenza IXa für Klarinette (1980)
- Sequenza IXb für Alt-Saxophon (1981)
- Sequenza X für Trompete in C und Klavierresonanz (1984)
- Sequenza XI für Gitarre (1987–88)
- Sequenza XII für Fagott (1995)
- Sequenza XIII (Chanson) für Akkordeon (1995–96)
- Sequenza XIV (Dual) für Violoncello (2001–02)[1]

## Eigenbearbeitung
Berio hat das Material mehrerer Sequenze wiederverwendet und Fassungen für Soloinstrument und Ensemble hergestellt, dem Zyklus Chemins (mit dem Untertitel su Sequenza), wobei die Soloparts teils identisch mit, teils Varianten von den Sequenze sind. Bearbeitungen von Sequenze tragen aber auch teils andere Titel. 
- Chemins I su Sequenza II für Harfe und Orchester (1965)
- Chemins II (1967) entstand aus Sequenza VI (1967) und ist für Viola und Ensemble (9 Spieler). Chemins II wurde zu Chemins III (1968) durch Hinzufügung eines Orchesters. Es existiert auch Chemins IIb (1970), eine Version von Chemins II ohne die Solo Viola aber mit größerem Ensemble (34 Spieler), und Chemins IIc, identisch mit Chemins IIb aber zusätzlich einer Bassklarinette als Soloinstrument (1972).
- Chemins III su Chemins II su Sequenza VI für Viola, Ensemble und Orchester (1968).
- Chemins IV su Sequenza VII für Oboe und 11 Streicher (1975)
- Chemins V für Klarinette und Digitalsystem (1980) aufgegeben/zurückgezogen.
- Chemins V Sequenza XI für Gitarre und Kammerorchester (1992)
- „Kol-Od“ – Chemins VI su Sequenza X (1995–96) für Trompete und Instrumentengruppen
- „Recit“  – Chemins VII su Sequenza IXb für Alt-Saxophon und kleines Orchester (1996)
- Corale su Sequenza VIII (1981), für Violine, 2 Hörner und Streicher.

## Zum BegriffSequenza
„Der Titel Sequenzen unterstreicht die Tatsache, daß die Anlage der Stücke fast immer von einer Folge harmonischer Felder ihren Ausgang nimmt, aus denen mit einem Höchstmaß an Charakteristik auch die anderen musikalischen Funktionen hervorgehen.“ (Berio 1998, S. 23)
Der dabei angestrebte Eindruck eines polyphonen Hörens auch bei einstimmigen Instrumenten ist in der Tradition bereits vorgebildet: in Bachs Sonaten und Partiten für Violine solo oder seinen Cellosuiten macht sich polyphones Denken als linearer Kontrapunkt geltend. Berio erweitert ihn um die Verschränkung spieltechnischer und klanglicher Aspekte.
„Fast alle Sequenzen folgen tatsächlich dem gemeinsamen Ziel, einem dem Wesen nach harmonischen Verlauf auf melodischen Wegen zu verdeutlichen und zu entwickeln. ... Polyphonie wird hier im übertragenen Sinn verstanden, als Vorführung und Überlagerung von Aktionsweisen und von verschiedenen Instrumenten-Charakteren.“ (Berio 1998, S. 23)
Gemeinsames Merkmal aller Sequenzen ist ihr virtuoser Grundzug. Der angesprochene Aspekt instrumentaler Technik umreisst dabei nicht nur die instrumentale Geschäftigkeit im engeren Sinne, sondern soll die gesamte Beziehung zwischen dem Virtuosen und seinem Instrument umfassen.
„Die besten Solisten unserer Zeit - modern in ihrer Intelligenz, ihrer Sensibilität, ihrer Technik - sind auch fähig, sich in einer weiten historischen Perspektive  zu bewegen und die Spannungen zwischen den schöpferischen Impulsen von gestern und heute aufzuheben: sie setzen ihre Instrumente als Mittel zur Suche und zum Ausdruck ein. Ihre Virtuosität erschöpft sich nicht in manueller Fertigkeit oder philologischem Spezialistentum. Geschehe es auch bei unterschiedlichen Graden der Bewußtseinsschärfe - sie können sich nur der einzigen Virtuosität widmen, die heute gilt: jener der Sensibilität und Intelligenz. ... Das ist vielleicht auch ein Grund, warum ich in allen meinen Sequenzen nie versucht habe, das Erbgut eines Instruments zu verändern noch es gegen seine eigene Natur einzusetzen.“ (Berio 1998, S. 24f)

## Die Motti von Edoardo Sanguineti
In seiner Gedichtsammlung Corollario veröffentlichte der italienische Dichter Edoardo Sanguineti, mit dem Berio häufig zusammengearbeitet hat, unter dem Titel Sequentia eine Reihe von Motti zu den ersten zwölf Sequenzen, die später erweitert wurde (Sanguineti 1997, S. 73f):
1. und hier beginnt deine Begierde, die der Wahn meiner Begierde ist: / die Musik ist die Begierde der Begierden:
2. ich habe Ketten von Farben gehört, muskulös und aggressiv: / ich habe deine rauhen, harten Geräusche berührt:
3. ich will deine Worte: und ich will sie zerstören, in Eile, deine Worte: / und ich will mich zerstören, mich, endlich, wirklich:
4. ich zeichne mich selbst gegen deine vielen Spiegel, ich verändere mich mit meinen Adern, / mit meine Füßen: ich schließe mich in alle deine Augen:
5. ich frage dich: warum, warum? und ich bin die trockene Grimasse eines Clowns / warum willst du wissen, frage ich dich, warum ich dich frage, warum?
6. meine launenhafte Wut ist deine fahle Ruhe gewesen / mein Lied wird dein langsames Schweigen sein
7. Dein Profil ist eine meiner tobenden Landschaften, auf Distanz gehalten / es ist ein falsches Feuer der Liebe, die gering: tot ist
8. ich habe für dich meine Stimmen vervielfacht, meine Worte, meine Vokale / und ich schreie, jetzt, dass du mein Vokativ bist
9. a: du bist unbeständig und unbeweglich, mein fragiles Fraktal / du bist diese, meine zerbrochene Form, die zittert
b: meine fragile Form, du bist unbeständig und unbeweglich: / du bist es, jenes mein zerbrochenes Fraktal, das zurückkehrt und das zittert:
10. beschreibe meine Grenzen, und umschließe mich in Echos, in Reflexen / auf lange und unbefange, werde du mir mich, du, für mich
11. ich finde dich wieder, mein kindischer, unbeständiger Pseudo-Tanz / ich schließe dich in einen Kreis: und ich unterbreche dich, zerbreche dich
12. ich bewege mich leise, leise, ich enthülle dich, ich erkunde deine Gesichter, ich ertaste dich, nachdenklich: / ich drehe dich und drehe hin und her, dich verändernd, zitternd: ich quäle dich, schrecklich:
13. und so tröstet uns ein Akkord, der uns freundlich schließt, schlicht: / die Katastrophe ist mittendrin, ist im Herzen: aber sie bleibt dort eingezäunt, verschanzt:

## Sequenza III
Der Sequenza III (für Frauenstimme) liegt der folgende Text von Markus Kutter zugrunde:
Give me

a few words

for a woman

to sing a truth

allowing us

to build

a house

without worrying

before night comes
Die Wörter sind dabei allerdings weit über das Stück verteilt und werden teilweise wiederholt. Daneben beinhaltet das Stück ohne Text zu singende Töne sowie durch die Sängerin vorzutragende Geräusche, unter anderem verschiedene Formen des Lachens.

## Diskografie
- Gesamtaufnahme Sequenze 1–13 mit Solisten des Ensemble intercontemporain bei DGG